# Pense nas criancinhas
A frase "Pense nas criancinhas" (ou "Pense nas crianças") é um clichê que evoluiu para uma tática retórica. Literalmente, refere-se aos direitos da criança (como nas discussões sobre trabalho infantil). Porém, ao entrar em qualquer outro debate, visa aprofundar a sensibilidade das pessoas em relação a estes e, assim, tentar convencer o contrário, por meio de argumentos enganosos, a fazer o que o emissor ou o grupo da frase realmente pretende, sempre com a intenção de "não prejudicar as crianças."
De acordo com o livro Art, Argument, and Advocacy (2002) argumentou que o apelo substitui a razão pela emoção no debate. O eticista Jack Marshall escreveu em 2005 que a popularidade da frase deriva de sua capacidade de prejudicar a racionalidade, particularmente o discurso sobre a moralidade. A frase também é usada por defensores da censura com o pretexto de defender as crianças de certas coisas, consideradas "perigosas". Em Community, Space and Online Censorship (2009) é argumentado que classificar as crianças como bebês inocentes que precisam de proteção, é uma forma de obsessão sobre o conceito de pureza. Um artigo de 2011 no Journal for Cultural Research observou que a frase surgiu de um pânico moral. Segundo o jornalista Jerônimo Teixeira, em artigo para a revista Veja, "a frase soa como um ramerrão demagógico, com notas de sentimentalismo hipócrita."
A frase foi dita por David Tomlinson interpretando Sr. Banks no filme Mary Poppins de 1964, onde ele pediu à personagem homônima interpretada por Julie Andrews para não desistir e "pensar nas crianças". No entanto, não foi até o início de 1996 na série Os Simpsons, quando a personagem Helen Lovejoy popularizou a frase. De acordo com o professor de direito Charles J. Ten Brink, da Universidade do Estado da Geórgia, o uso de Lovejoy de "pense nas crianças" é um bom exemplo de paródia. De fato, essa retórica foi chamada de "lei de Lovejoy", "argumento de Lovejoy" ou "síndrome de Helen Lovejoy".